# Sujeito (filosofia)
Sujeito é um ser que tem uma consciência e experiências únicas ou uma entidade que tem um relacionamento com outra entidade que existe fora de si mesma (chamado de "objeto"). Um sujeito é um observador e um objeto é uma coisa observada. Este conceito é especialmente importante na filosofia continental, onde "o sujeito" é um termo central nos debates sobre a autonomia humana e da natureza do eu ou do meu ser.
A nítida distinção entre sujeito e objeto corresponde à distinção, na filosofia de René Descartes, entre o pensamento e a extensão. Descartes acreditava que o pensamento (a subjetividade) era a essência da mente e que a extensão (a ocupação do espaço) era a essência da matéria.
Na moderna tradição continental, que pode afirmar-se que originou-se com Descartes,[carece de fontes?] debates sobre se a natureza do sujeito desempenha um papel comparável aos debates sobre a pessoa distinta dentro da tradição anglo-americana da filosofia analítica.

## Filosofia continental
O pensamento de Marx e Freud, desde ponto de partida para questionar a noção de uma unitária, sujeito autônomo, que para muitos pensadores da tradição continental é visto como o fundamento da teoria liberal do contrato social. Esses pensadores abriram o caminho para a desconstrução do sujeito como um conceito central da metafísica.[carece de fontes?]
Ao explorar o inconsciente da mente, Sigmund Freud somou um argumento para as noções iluministas de subjetividade. Entre os mais radicais pensadores da autoconsciência do ser humano estava Heidegger, cujo conceito de "ser-aí" (Dasein) desloca todas as noções tradicionais de sujeito pessoal.
Jacques Lacan, inspirado por Heidegger e Saussure, construído no modelo psicanalítico de Freud sobre o sujeito, em que o "sujeito dividido" é constituído por um duplo vínculo: alienado pela jouissance quando ele ou ela deixa o real, entra no imaginário (durante o estágio do espelho), e separa do outro, quando ele ou ela entra no campo da linguagem, diferença e demanda no simbólico ou nome-do-pai.
Pensadores como Althusser, Foucault ou Bourdieu teorizam o assunto como uma construção social. De acordo com Althusser, o "sujeito" é uma construção ideológica (mais exatamente, construído pelos "aparelhos ideológicos do Estado"). Uma de subjetividade existe "sempre pronta" e é descoberta através do processo de interpelação. A ideologia inaugura o sujeito e toda ideologia visa preservar e glorificar o seu sujeito idealizado, bem como a categoria metafísica do próprio sujeito.
De acordo com Foucault, é o "efeito" do poder e "disciplinas" (ver Vigiar e Punir: a construção do sujeito como aluno, soldado, "criminoso", etc.) Foucault acreditava que era possível transformar a si mesmo enquanto sujeito, ele usou a palavra ethopoiein da palavra ethos para descrever o processo.